# Siarczek żelaza(II)
Siarczek żelaza(II), FeS – nieorganiczny związek chemiczny, sól kwasu siarkowodorowego i żelaza na II stopniu utlenienia. Podobnie jak tlenek żelaza(II), jest związkiem niestechiometrycznym (bertolidem). W przyrodzie występuje jako ferromagnetyczny minerał pirotyn.
Można go otrzymać poprzez syntezę z pierwiastków w wysokiej temperaturze:
Fe + S → FeS
Powstaje też np. podczas działania siarczkiem amonu na roztwory soli żelaza(II), tworząc czarny osad, łatwo rozpuszczalny w kwasach.